# Scorpiops orioni
Espèce
Synonymes
- Euscorpiops orioni Kovařík, Košulič, Šťáhlavský, Dongkhamfu & Wongprom, 2015

Scorpiops orioni est une espèce de scorpions de la famille des Scorpiopidae.

## Distribution
Cette espèce est endémique de la province de Chiang Mai en Thaïlande. Elle se rencontre vers le Doi Inthanon.

## Description
Le mâle holotype mesure 49 mm et la femelle paratype 57,8 mm.

## Systématique et taxinomie
Cette espèce a été décrite sous le protonyme Euscorpiops orioni par Kovařík, Košulič, Šťáhlavský, Dongkhamfu et Wongprom en 2015. Elle est placée dans le genre Scorpiops par Kovařík, Lowe, Stockmann et Šťáhlavský en 2020.

## Étymologie
Son nom d'espèce lui a été donné en référence à Orion.

## Publication originale
- Kovařík, Košulič, Šťáhlavský, Dongkhamfu & Wongprom, 2015 : « Two new species of Euscorpiops Vachon, 1980 from Thailand and Myanmar (Scorpiones: Euscorpiidae: Scorpiopinae). » Annales Zoologici, vol. 65, no 1, p. 109-122.